# Travis Kvapil
Travis Kvapil (gesprochen kwah-pil) (* 1. März 1976 in Janesville, Wisconsin) ist ein US-amerikanischer NASCAR-Rennfahrer. Er fährt derzeit den Ford mit der Startnummer 34 für Front Row Motorsports im Sprint Cup. Sein größter Erfolg war der Gewinn der Meisterschaft in der NASCAR Camping World Truck Series im Jahre 2003.

## Karriere

### Frühe Jahre
Travis Kvapil begann 1992 mit dem Autorennfahren im Alter von 16 Jahren auf dem Rockford Speedway, als er in der NASCAR Whelen All-American Weekly Series startete. Im Jahre 1994 wurde er Streckenchampion der American-Short-Tracker-Division in Rockford. 1995 stieg er in die Klasse der Super Late Models auf dem Madison International Speedway auf und wurde in seiner ersten Saison Rookie of the Year. Ein Jahr später gewann er auch diese Streckenmeisterschaft. Nach seinem Wechsel in die ARTGO-Serie beendete er die Meisterschaftssaison 1999 als Zehnter, in der Saison 2000 wurde er Vierter.

### 2001–2004
Im Jahre 2001 gab Kvapil sein Debüt in der Craftsman Truck Series für Addington Racing im Chevrolet mit der Startnummer 60. In seinem 21. Rennen, dem Silverado 350 auf dem Texas Motor Speedway holte er seinen ersten Sieg. Insgesamt erzielte Kvapil in seiner Rookie-Saison 18 Top-10-Ergebnisse, so dass er am Saisonende den vierten Platz in der Meisterschaft belegte. Zudem wurde er als Rookie of the Year ausgezeichnet. Neben seinem Engagement in der Craftsman Truck Series ging Kvapil auch für ein Rennen in der Busch Series an den Start und belegte beim Outback Steakhouse 300 auf dem Kentucky Speedway Platz 28.
In der Saison 2002 siegte Kvapil beim O’Reilly Auto Parts 200 im Memphis Motorsports Park. Allerdings erzielte er im Saisonverlauf im Vergleich zum Vorjahr nur 14 Top-10-Ergebnisse, wodurch er in der Meisterschaftswertung den neunten Platz belegte.
Zur Saison 2003 wechselte Kvapil in den Chevrolet mit der Startnummer 16 für XPress Motorsports. Auch 2003 konnte er einen Sieg für sich verbuchen, diesmal beim O’Reilly 200 Presented by Valvoline Maxlife. Zusammen mit 22 Top-10-Ergebnissen bei insgesamt 25 Rennen konnte sich Kvapil in der Meisterschaft gegen Brendan Gaughan und Ted Musgrave durchsetzen und wurde Champion der Saison 2003. Zudem absolvierte er über die gesamte Saison bis auf eine einzige jede gefahrene Runde.
Zur Saison 2004 wechselte Kvapil erneut das Team und fuhr den Toyota mit der Startnummer 24 für Bang! Racing. Im 13. Saisonrennen, dem Line-X Spray-on Truck Bedliners 200 auf dem Michigan International Speedway holte er sich seinen ersten Saisonsieg und den ersten für Toyota in einer der Top-Divisionen der NASCAR. Zwei Monate später siegte Kvarpil erneut, diesmal auf dem New Hampshire International Speedway beim Sylvania 200. Kurze Zeit später sicherte er sich beim American Racing Wheels 200 auf dem California Speedway auch die erste Pole-Position seiner Karriere. Dennoch konnte er seinen Erfolg in der Meisterschaft vom Vorjahr nicht wiederholen und belegte am Ende der Saison Platz acht. Gegen Ende der Saison gab Kvapil zudem sein Debüt im Nextel Cup für Penske Racing beim Subway 500 auf dem Martinsville Speedway, bei dem er 21. wurde. Er nahm noch an zwei weiteren Rennen teil, für das Mountain Dew Southern 500 auf dem Darlington Raceway konnte er sich nicht qualifizieren.

### Seit 2004

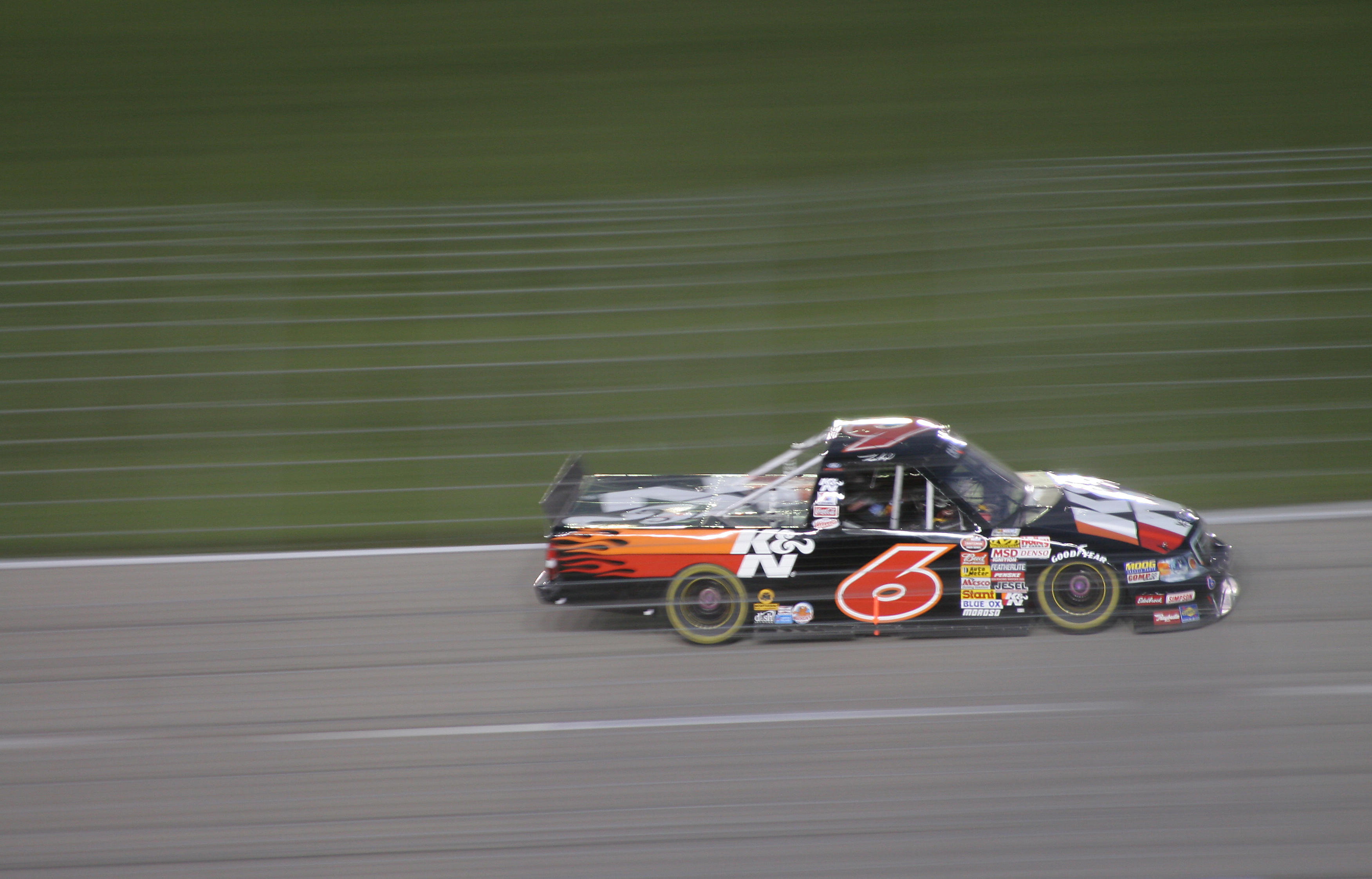
Kvapil in der Startnummer 6 für Roush Fenway Racing in der Saison 2007

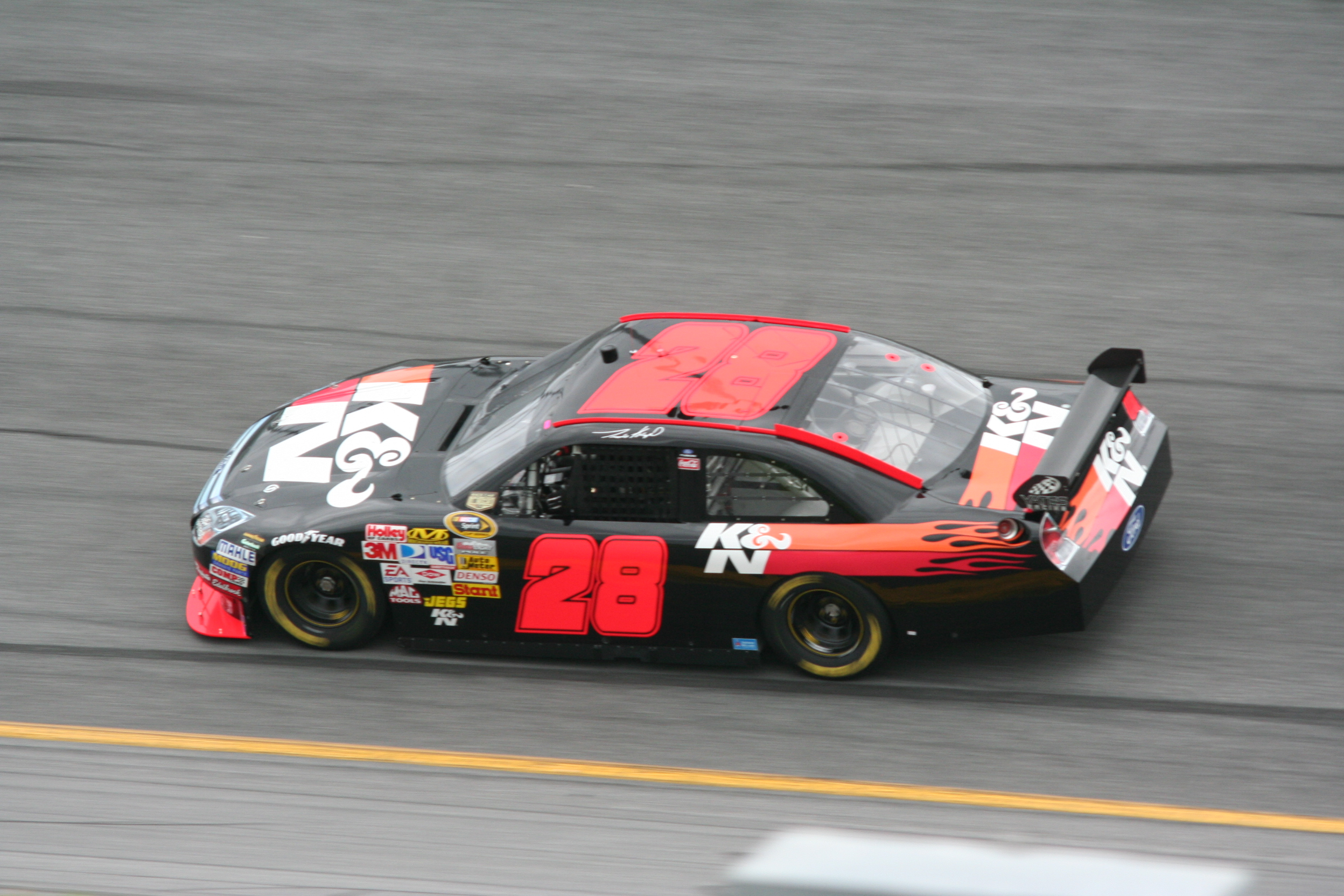
Kvapil in der Startnummer 28 für Yates Racing in Daytona.

Vor dem Start der Saison 2005 wählte Penske Racing Kvapil als Ersatz für Brendan Gaughan und neuen Vollzeitfahrer für die Startnummer 77 im Nextel Cup, woraufhin er von der Craftsman Truck Series in den Nextel Cup wechselte. Sein erstes Top-10-Ergebnis in der Cup-Serie erzielte er beim Food City 500 in Bristol, das er als Siebter beendete. Ein weiteres Top-10-Ergebnis der Saison gelang ihm beim Checker Auto Parts 500 auf dem Phoenix International Raceway. In seiner Rookie-Saison im Nextel Cup belegte Kvapil am Saisonende Platz 33 in der Meisterschaft. Wie schon in der Saison 2001 trat Kvapil für ein Rennen in der Busch Series an und kam beim Zippo 200 in Watkins Glen auf Platz 25 ins Ziel.
Nach Ende der Saison 2005 verließ Kodak als Sponsor das Team der Startnummer 77, so dass Penske gezwungen war, es aufzulösen. Kvapil musste sich nach einem neuen Team umschauen und wechselte für die Saison 2006 in den Chevrolet mit der Startnummer 32 für PPI Motorsports. Das beste Saisonergebnis waren drei neunte Plätze, jeweils beim Banquet 400 auf dem Kansas Speedway, beim Pocono 500 auf dem Pocono Raceway sowie beim Aaron’s 499 auf dem Talladega Superspeedway. Am Saisonende belegte Kvapil Platz 36 in der Meisterschaftswertung. Wie schon ein Jahr zuvor musste er sich nach einem neuen Cockpit umschauen, da sein Vertrag bei PPI Motorsports nur über ein Jahr ging.
Für die Saison 2007 kehrte Kvapil daher in die Craftsman Truck Series zurück und ersetzte Mark Martin und David Ragan im Ford mit der Startnummer 6 für Roush Racing. Im Verlauf der Saison gewann Kvapil vier Rennen, darunter das Toyota Tundra 200 auf dem Nashville Superspeedway sowie das Smith’s Las Vegas 350 in Las Vegas, und erzielte insgesamt zwölf Top-10-Ergebnisse. Am Saisonende lag er auf Platz sechs in der Meisterschaft. Zudem trat er für zwei Rennen in der Busch Series an mit einem 21. Platz als bestes Ergebnis.
Nach einem Jahr in der Craftsman Truck Series kehrte Kvapil zur Saison 2008 für Yates Racing in die Cup-Serie zurück und fuhr die Startnummer 28, die zunächst ohne Sponsorenunterstützung auskommen musste. Dennoch gelang ihm beim UAW-Dodge 400 ins Las Vegas ein achter Platz. Sein bis dato bestes Ergebnis im Sprint Cup erzielte Kvapil beim Aaron’s 499 in Talladega mit einem sechsten Platz. Ein weiteres Ergebnis innerhalb der Top 10 gelang ihm beim Dodge Challenger 500 auf dem Darlington Raceway.
Neben dem Sprint Cup trat Kvapil auch in ausgewählten Rennen in der Saison 2008 der Craftsman Truck Series für Roush Fenway Racing an. 2009 hatte Kvapil keinen Vollzeitplatz in einer der höchsten Divisionen der NASCAR. In der Saison 2010 trat Kvapil für Front Row Motorsports im Sprint Cup an.